# Limnephilus sierrata
Limnephilus sierrata is een schietmot uit de familie Limnephilidae. De soort komt voor in het Nearctisch gebied.